# Morte permanente
Nos RPGs, tantos nos de mesa quantos os eletrônicos, morte permanente (também conhecido como permadeath, do inglês 'permanent death') é uma mecânica de jogo em que os personagens jogáveis que morrerem permanecem mortos, sendo removidos do jogo. Jogadores antigos também usam expressões menos comuns como morte de persona e morte de jogador. Jogos sem essa essa mecânica, em geral, possuem sistemas de ressuscitação ou de check-points para personagens mortos.